# Jónsi and Alex
Jónsi and Alex est le projet artistique de deux artistes, l'Islandais Jón Þór Birgisson et l'Étatsunien Alex Somers, qui a débuté vers 2003 sous le nom Riceboy Sleeps.
Le duo a profité de l'annonce de la sortie de leur premier album, en 2009, pour donner le nom Riceboy Sleeps à leur album et renommer leur duo avec leurs prénoms.

## Histoire du projet
Vivant en couple, Jón Þór "Jónsi" Birgisson, chanteur du groupe Sigur Rós, et Alex Somers, leader du groupe Parachutes, commencent à travailler en 2003 sur des projets annexes à Sigur Rós : création d'artwork (notamment les pochettes d'album) ou d'objets promotionnels pour le groupe. En 2006 sort un album photo de leurs créations graphiques et picturales.
En 2007, ils se lancent dans un nouveau projet, graphique et musical celui-ci : All the big trees, sorte de clip vidéo très artistique, puis Daníell in the sea, dans le même style.
Après cette expérience, ils décident de composer un album entièrement instrumental, faisant appel uniquement avec des instruments acoustiques. Enregistré avec l'aide d'Amiina et du chœur de Kópavogsdætur, le résultat donne un son plus éthéré et expérimental que les compositions habituelles de leurs groupes respectifs. L'album Riceboy sleeps sort le 20 juillet 2009.

## Discographie

### Singles
- 2007 : All the big trees
- 2008 : Daníell in the sea
- 2009 : Happiness, sur l'album compilation Dark Was the Night (destiné à la lutte contre le SIDA)